# Nikolai Sittkoff
Nikolai Sittkoff, född 1828, död 1887, var en affärsman och redare verksam i Mariehamn på Åland. 1865 flyttade han sin handelsbod från Godby till Mariehamn. Han var delägare i flera fartyg och 1880 köpte han barken Mariehamn som 1882 blev det första åländskt ägda fartyg som seglade jorden runt. En galleria i Mariehamn är namngiven efter Sittkoff och en staty av honom finns vid huvudingången.